# Zwarte bewustzijnsbeweging
De Black Consciousness Movement (BCM, Engels) of Swartbewussynsbeweging (Afrikaans) was een anti-apartheidsbeweging in Zuid-Afrika. De beweging ontstond in het midden van de jaren zestig, na de massaslachting van Sharpeville in 1960. In deze periode waren de belangrijkste leiders van het African National Congress (ANC) en het Pan Africanist Congress  (PAC) verbannen of gevangengezet door de apartheidsregering. De bekendste vertegenwoordiger van de BCM is Steve Biko, die geweldloos verzet tegen apartheid voorstond. Biko werd in 1977 vermoord door het apartheidsregime. Aan de beweging gelieerde schrijvers publiceerden hun werk – vooral gedichten en korte verhalen – onder meer in de tijdschriften Drum en Staffrider.